# Bni Hadifa
Bani Hadifa ou Aït Hadifa (en berbère : ⴰⵢⵜ ⵃⴰⴷⵉⴼⴰ Ayt Ḥadifa, en arabe : بني حذيفة / آيث حذيفة) est une ville du Maroc. Elle est située dans le Rif, dans la région de Tanger-Tétouan-Al Hoceïma
Le village de Beni Hadifa, un des principaux foyers du soulèvement du Rif en 1959, fut réprimé sévèrement.

### Sources
- (en) Bni Hadifa sur le site de Falling Rain Genomics, Inc.